# تپه کلات زنگیان
تپه کلات زنگیان در شهرستان سرباز، بخش سرباز، دهستان سرباز، ۳ کیلومتری شرق روستای باتک واقع شده و این اثر در تاریخ ۲۷ اسفند ۱۳۸۶ با شمارهٔ ثبت ۲۲۷۱۶ به‌عنوان یکی از آثار ملی ایران به ثبت رسیده است.